# Boxholm
Boxholm è una città della Svezia, capoluogo del comune omonimo, nella contea di Östergötland. Ha una popolazione di 3 182 abitanti.